# Добравлє (Айдовщина)
Добравлє (словен. Dobravlje) — поселення в долині річки Віпава в общині Айдовщина. Висота над рівнем моря: 118,7 м.